# Министерство юстиции Японии
Министерство юстиции Японии (яп. 法務省 Хо:мусё:, «Министерство юридических дел») является одним из министерств правительства Японии.

## Конституция Мэйдзи
В период Мэйдзи министерство юстиции было создано в соответствии с Конституцией Японской империи в 1871 году и носило название Министерство правосудия (яп. 司法省 Сихо:сё:).

## Конституция Японии
Министерство обрело своё нынешнее название после принятия послевоенной Конституции Японии в 1952 году. В его обязанности входит администрирование судебной системы Японии и пенитенциарной системы. Оно представляет собой японское правительство в судебном процессе, а также отвечает за поддержание государственной регистрации семей, проживающих в стране иностранцев, недвижимости и корпораций.
Министерство обладает юрисдикцией в отношении Национальной экзаменационной комиссии юристов, Комиссии Общественной экспертизы безопасности и Агентства общественной безопасности. Хотя государственная прокуратура административно являются частью Министерства юстиции, они независимы от власти министра юстиции.
Министр юстиции является членом Кабинета министров и избирается премьер-министром, из числа членов парламента Японии.